# Nootholma (halvö i Finland)
Nootholma är en halvö i Finland.   Den ligger i landskapet Egentliga Finland, i den sydvästra delen av landet, 200 km väster om huvudstaden Helsingfors. Nootholma ligger på ön Kaurissalo.